# Acmaeodera pullata
Acmaeodera pullata är en skalbaggsart som beskrevs av Mont A. Cazier 1940. Acmaeodera pullata ingår i släktet Acmaeodera och familjen praktbaggar. Inga underarter finns listade i Catalogue of Life.